# Vitsiding
Vitsiding eller atlantisk vitsiding (Lagenorhynchus acutus) är en art i familjen delfiner som förekommer i kalla och tempererade områden av norra Atlanten.

## Kännetecken
Med en maximal kroppslängd av 2,8 meter hos hannar och 2,5 meter hos honor är vitsiding lite större än de flesta andra delfinerna. Arten når en vikt mellan 200 och 230 kilogram. Djurets tydligaste särdrag är den vita fläcken som finns på bägge kroppssidor. Även hakan, främre halsen och buken är vita. Delfinens övriga kroppsdelar är mörkgrå till svarta.

## Utbredning
Arten lever uteslutande i norra Atlanten. I närheten av kustlinjerna förekommer den mellan Newfoundland och Cape Cod samt i området mellan Storbritannien, Island, Norge och Grönland. Arten finns även i Nordsjön och i enstaka fall även i Östersjön.

## Levnadssätt
Vitsiding bildar flockar där antalet individer är beroende på regionen. I området kring Newfoundland hittas grupper med upp till 60 individer men kring Island är antalet betydligt mindre. Vid undersökningar av djurens maginnehåll fastställdes att delfinen äter huvudsakligen fiskar som makrill och sill samt olika bläckfiskar. Dessa delfiner "rider" ibland på vågor av förbipasserande fartyg men är mera skygga än vanlig delfin och vitnos.
Dräktigheten varar i cirka elva månader och det nyfödda ungdjuret dias ungefär 1,5 år. Honor blir efter 6 till 12 år könsmogna och hannar efter 7 till 11 år. Individer av hankön blir upp till 22 år gamla och honor upp till 27 år.

## Hot och skyddsåtgärder

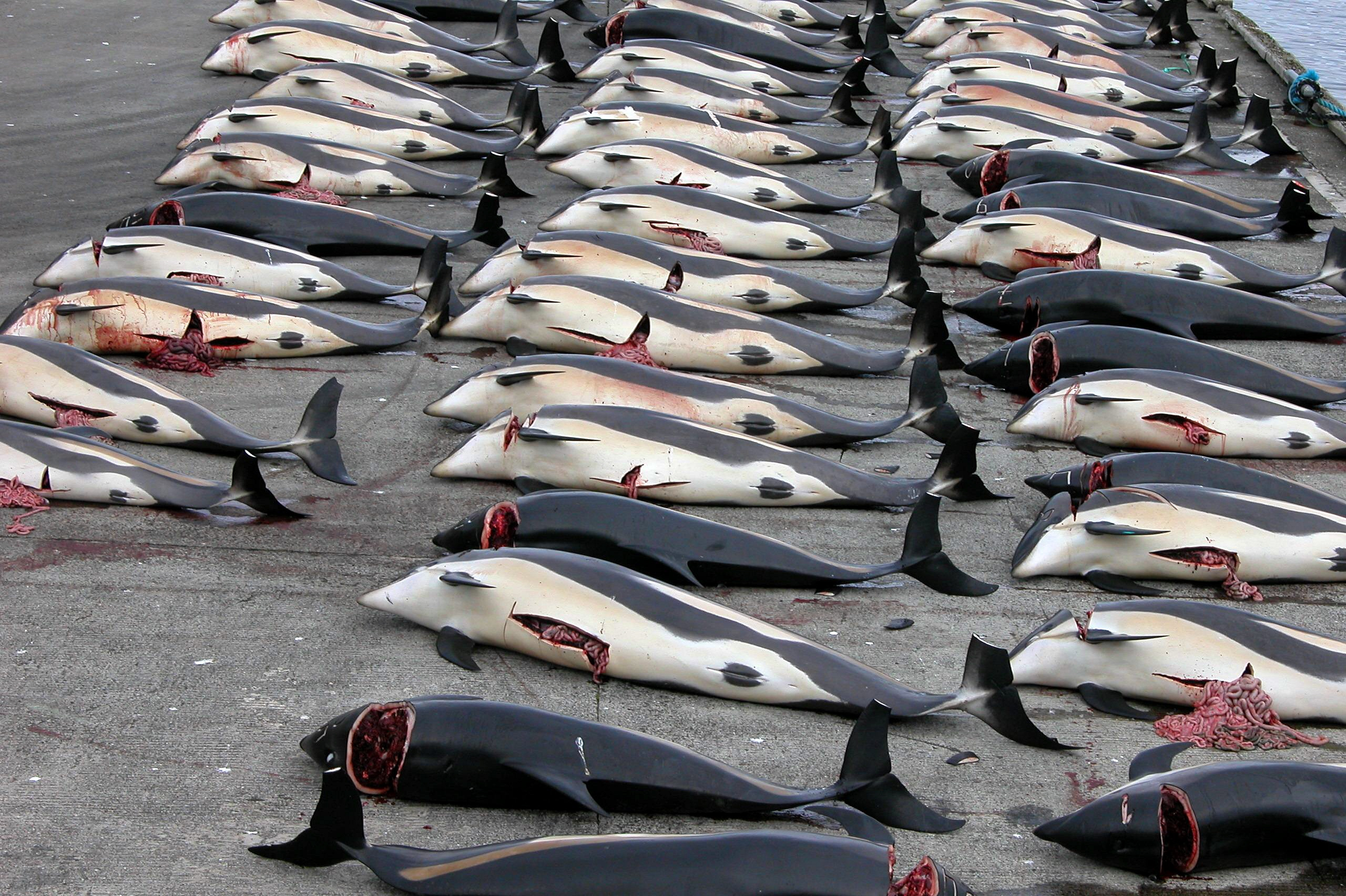
Dödade exemplar av vitsiding i Hvalba, Färöarna

Tidigare jagades arten i hela utbredningsområdet, men idag är det bara Färöarna som fortsätter med jakten. Årligen dödas ungefär 1 000 individer. Hela beståndet uppskattas till 200 000 till 300 000 individer, och därför påverkar den nämnda jakten inte artens bestånd.